# جون فولي (كاتب أغاني)
جون فولي (بالإنجليزية: John Foley)‏ هو كاتب أغاني أمريكي، ولد في 1939.